# Thomasomys
Thomasomys es un género de roedores de la familia Cricetidae, que se encuentran en los Andes, entre Venezuela y Bolivia, a un altitud entre 1.500 y 4.300 m s. n. m., en páramos y bosques. 
Se han identificado las siguientes especies:
- Thomasomys andersoni (Bolivia)
- Thomasomys apeco (Perú)
- Thomasomys aureus (Venezuela y Bolivia)
- Thomasomys baeops (Ecuador)
- Thomasomys bombycinus (Colombia)
- Thomasomys burneoi (Ecuador)[3]
- Thomasomys caudivarius (Ecuador)
- Thomasomys cinereiventer (Colombia)
- Thomasomys cinereus (Perú)
- Thomasomys cinnameus (Ecuador)
- Thomasomys daphne (Perú y Bolivia)
- Thomasomys eleusis (Perú)
- Thomasomys erro (Ecuador)
- Thomasomys gracilis (Perú)
- Thomasomys hudsoni (Ecuador)
- Thomasomys hylophilus (Colombia y Venezuela)
- Thomasomys incanus (Perú)
- Thomasomys ischyrus (Perú)
- Thomasomys kalinowskii (Perú)
- Thomasomys ladewi (Bolivia)
- Thomasomys laniger (Colombia y Venezuela)
- Thomasomys macrotis (Perú)
- Thomasomys monochromos (Colombia)
- Thomasomys niveipes (Colombia)
- Thomasomys notatus (Perú)
- Thomasomys onkiro (Perú)
- Thomasomys oreas (Perú y Bolivia)
- Thomasomys pardignasi[4] (Ecuador)
- Thomasomys paramorum (Ecuador)
- Thomasomys popayanus (Colombia)
- Thomasomys praetor (Perú)
- Thomasomys pyrrhonotus (Ecuador y Perú)
- Thomasomys rhoadsi (Ecuador)
- Thomasomys rosalinda (Perú)
- Thomasomys silvestris (Ecuador)
- Thomasomys taczanowskii (Perú y Bolivia)
- Thomasomys ucucha (Ecuador)
- Thomasomys vestitus (Venezuela)
- Thomasomys vulcani (Ecuador)
- Thomasomys burneoi (Ecuador)